# 33448 Aaronyeiser
33448 Aaronyeiser è un asteroide della fascia principale. Scoperto nel 1999, presenta un'orbita caratterizzata da un semiasse maggiore pari a 2,3168415 au e da un'eccentricità di 0,0428378, inclinata di 5,63857° rispetto all'eclittica.
L'asteroide è dedicato allo studente statunitense Aaron Joseph Yeiser.